# Madanrting
Madanrting é uma vila no distrito de East Khasi Hills, no estado indiano de Meghalaya.

## Demografia
Segundo o censo de 2001, Madanrting tinha uma população de 16,700 habitantes. Os indivíduos do sexo masculino constituem 51% da população e os do sexo feminino 49%. Madanrting tem uma taxa de literacia de 76%, superior à média nacional de 59.5%: a literacia no sexo masculino é de 80% e no sexo feminino é de 72%. Em Madanrting, 13% da população está abaixo dos 6 anos de idade.